# Mark Morrisroe
Mark Morrisroe (10 janvier 1959 à Malden, Massachusetts - 24 juillet 1989  à Jersey City, New Jersey) était un performeur et photographe américain. Il est surtout connu pour ses performances et photographies en pleine période punk à Boston dans les années 1970 et pendant le boom artistique qu'a connu New York dans les années 1980. Artiste très prolifique, on compte l'année de sa mort pas moins de 2 000 œuvres portant son nom.

## Biographie
Né d'une mère toxicomane, Morrisroe quitta le domicile familial et se prostitua pour survivre dès l'âge de 15 ans sous le pseudonyme de Mark Dirt. Sa mère fut locataire de Albert DeSalvo, l'Étrangleur de Boston, et Mark répéta souvent à son entourage qu'il était en fait le fils illégitime du criminel sans pouvoir toutefois le prouver. À 17 ans, un client mécontent lui tira dans le dos, lui laissant une balle près de la colonne vertébrale qu'il gardera toute sa vie. Cette expérience eut une profonde influence sur son art en ce qu'il représenta souvent dans ses clichés de jeunes prostitués ou sa poitrine blessée passée aux rayons X. Morrisroe étudia à la School of the Museum of Fine Arts de Boston où il fit la connaissance d'autres photographes promis à un brillant avenir tels que Nan Goldin, David Armstrong, Philip-Lorca diCorcia, Stephen Tashjian (aussi appelé Tabboo!, avec qui il fondera plus tard le duo de drag queen "Clam Twins" lors de soirées dans le célèbre Pyramid Club de New York), Gail Thacker ou encore Pat Hearn. Il a aussi une liaison avec le photographe Jack Pierson. Il sortit de l'école diplômé avec mention. Pendant qu'il était étudiant, il prit l'identité de la drag queen Sweet Raspberry et cofonda le fanzine Dirt Magazine avec son amie Lynelle White qu'ils iront distribuer dans les boîtes de nuit de Boston. Le fanzine était composé de fausses nouvelles, de rumeurs concernant les célébrités, musiciens et autres personnes connues, principalement autour de Boston.
Sa carrière en tant que photographe débuta lorsqu'il reçut un appareil Polaroid Model 195 Land camera. Avec celui-ci, il expérimenta des nouvelles techniques de développement, recevant gracieusement de l'entreprise Polaroid des stocks non utilisés de pellicules et produits chimiques. Au sein de son groupe d'amis, il se proclama ainsi un jour l'inventeur des tirages "sandwiches" qui consistent en l'élargissement de deux négatifs, l'un en couleur, l'autre en noir et blanc, par la suite montés l'un sur l'autre. Acquérant au fur et à mesure une plus grande maîtrise technique de ce procédé, les clichés obtenus finirent par posséder une réelle qualité artistique. Très vite, Mark reconnu les possibilités infinies de la photographie en présence de toutes ces images qu'il peut à l'envi manipuler, colorier, peindre ou même les annoter. C'est ainsi qu'il griffonna des commentaires, notes biographiques ou dédicaces sur certaines de ses photographies, ce qui en fit des œuvres plus personnelles encore. 
Ses photographies sont principalement constituées de portraits de ses amants, amis, prostituées ou des personnes qui visitèrent son appartement. Il lui est arrivé par ailleurs d'utiliser des images extraites de films Super 8. Il a aussi pris quelques clichés de paysages ou d'extérieurs.
Morrisroe décéda le 24 juillet 1989 des suites du sida. Ses cendres furent dispersées à McMinnville dans l'Oregon dans la ferme de son dernier petit ami, Ramsey McPhillips. Sa célébrité n'a cessé de grandir depuis sa mort. Il est considéré comme faisant partie du groupe de la Boston School (ou Cinq de Boston) et son travail a été exposé dans plusieurs expositions de par le monde comme le Whitney Museum de New York ou le MOCA de Los Angeles. En 2004, l'industriel et collectionneur suisse Michael Ringier a acquis la totalité de l'œuvre laissée par l'artiste qui a dorénavant intégré la collection du Fotomuseum Winterthur.

## Filmographie
De 1981 à 1984, Morrisroe a aussi réalisé trois films en Super 8 : The Laziest Girl in Town (1981), Hello from Bertha (1983) et Nymph-O-Maniac (1984). Ces films sont influencés par les réalisateurs John Waters et Jack Smith que Morrisroe admirait.

## Expositions
L'œuvre de Mark Morrisroe fut exposée à partir de 1986 avec des expositions individuelles en 1986 et 1988. Ses photographies ont aussi fait l'objet de deux expositions collectives : Artists' Space: Split Vision organisée en 1985 par Robert Mapplethorpe et Witnesses: Against Our Vanishing en 1989 à l'initiative de Nan Goldin. Après sa mort, l'Institute of Contemporary Art de Boston organisa en 1995 une exposition autour de son œuvre et de celle des autres membres de la Boston School. Il a aussi fait l'objet de plusieurs expositions personnelles parmi lesquelles « Mark Morrisroe, 1959-1989 », Neue Gesellschaft für Bildende Kunst, Berlin ; « My Life: Mark Morrisroe, Polaroids 1977-1989 », MOCA, Los Angeles (en 1997) et « Mark Morrisroe: From This Moment On: Artists' Space", New York 2011 (organisée par Richard Birkett et Stefan Kalmar).
- 2010 : Fotomuseum Winterthur (en), Winterthur, Suisse
- 2011 : Mark Morrisroe, From This Moment On, Artists' Space, New York
- 2012 : Mark Morrisroe, Museum Villa Stuck, Munich

## Publications
- Mark Morrisroe: Journal of Contemporary Art, Distributed Art Publishers, 1996
- Boston School, Boston Institute of Contemporary Art, 1996
- Mark Morrisroe: My Life, Power House Books, 1997
- Emotions & Relations: Nan Goldin, David Armstrong, Mark Morrisroe, Jack Pierson, Philip-Lorca Dicorcia, Taschen, 1998
- Mark Morrisroe, Twin Palms, 1999
- Der subjektive Blick in den Fotografien der "Boston School". David Armstrong - Philip-Lorca diCorcia - Nan Goldin - Mark Morrisroe - Jack Pierson - Shellburne Thurber, Tectum Verlag, 2008
- Mark Morrisroe, JRP|Ringier, 2011 [1]
- Mark Morrisroe: Mark Dirt, Paper Chase Press, 2012
- It's all the same, you're queer anyhow! Les films de Mark Morrisroe, Yann Beauvais, revue Gruppen no 4, 2012
- There Was a Sense of Family: The Friends of Mark Morrisroe, Verlag für moderne Kunst, 2012
- Changing Difference: Queer Politics and Shifting Identities: Peter Hujar, Mark Morrisroe, Jack Smith, Silvana Editoriale, 2013